# Минаш, Евгения Семёновна
Же́ня Мина́ш (полное имя — Евге́ния Семёновна Хаджи́-Мина́ш, фр. Génia Minache; 15 [28] июня 1906, Санкт-Петербург — 5 января 1972, Гасвиль-Уазем) — французская художница, скульптор, книжный иллюстратор. Основатель женского союза художниц Франции, благотворитель.

## Биография

### Происхождение
Родилась 15 (28) июня 1906 года в Санкт-Петербурге. Отец, известный архитектор Сима Исаакович Минаш, происходит от двух мелитопольских караимских родов Минаш и Танатар. Мать — Фани (Фумла) Минаш, урождённая Кефели — крымская караимка, родом из Бахчисарая, всю жизнь прожила с Симой и умерла в Персии (Иране).
Родственники Жени много рисовали. Отец Жени, Сима Минаш, писал маслом. В Праге, в частном собрании Хорлингеров-Петру, хранятся парадные портреты членов этой семьи работы С. Минаш.

### Молодые годы
Е. С. Минаш родилась в зажиточной семье в Петербурге. Во время гражданской войны семья покинула Россию; несколько месяцев прожила в Константинополе. В Турции она училась с конца 1919 г. После семья переехала в Прагу, а затем в Париж. Там Женя Минаш продолжила образование в 1922 году и вскоре поступила в школу живописи.
В Париже с успешными оценками она окончила Высшее государственное училище декоративного искусства. Талант молодой художницы был сразу замечен. Она несколько раз в году посылала свои картины на различные выставки столицы и провинции. В 1935 году после большого резонанса, вызванного успешными выставками работ Жени Минаш, репродукции картин художницы были помещены в авторитетном журнале «БО-АРТ». Близко дружила с известной художницей Русского Зарубежья Александрой Прегель.

### Замужество
Накануне своего дня рождения в 1932 году 25-летняя Женя Минаш вышла замуж за Савелия Марковича Хаджи. Вскоре она переехала к мужу в Чехословакию, в город Пльзен. Её муж, увидев нарисованных Женей русского боярина и чешку в национальном костюме, восхитился её талантом и посоветовал ей чаще писать.
В 1946 году был оформлен развод с мужем «без вины сторон». Тем не менее, отношения между Женей Минаш и Савелием Хаджи остались хорошими. С. Хаджи понимал, что для её таланта город Пльзен являлся не подходящим. Он всегда восторгался её талантом, и, как сама Женя Минаш писала ему, он часто был вдохновителем её художественных работ.

### Послевоенные годы
В годы Второй мировой войны Жене Минаш пришлось кочевать по Франции. С радостью она встретила освобождение Франции от немецко-фашистского нашествия. Восемь лет, проведенных вдали от Чехословакии, и слава, пришедшая за эти годы, заставили Женю Минаш обосноваться навсегда в Париже.

### Последние годы жизни
Умерла в январе 1972 года. Смерть Е. С. Минаш стала большой потерей для искусства. Перед смертью Женя Минаш увидела свой Петербург. Р. Герон де Вильфосс, почетный хранитель парижских музеев, поместил в журнале «Аматер Д’Ар» (20.01.72) большую статью о ней, где он говорит: 
«Все, кто близко её знал, любили её столько же за её талант, сколько и за душевные качества… Она прошла через наш мир подобно трепещущей звезде… Мы всегда будем её оплакивать».
Евгения Семеновна принадлежала к категории людей, для кого упорный труд был неотъемлемой частью жизни.

## Женя Минаш и Россия
В 1965 году Женя побывала в гостях у московских родственников. Она плакала 2 раза — вспоминая родителей и вспоминая подруг-художниц, которые из Парижа были (выражение Жени) отправлены нацистами в газовые камеры.
В России имя Жени Минаш было хорошо известно. Ещё при жизни художницы (в 1964 году) в сборнике «Издательское Дело — Книговедение» появилась статья о ней, где упоминалось о том, что она иллюстрировала книги Омара Хайяма и Дидро.
В апреле и мае 1972 года в Москве искусствовед Г. Л. Фидлер прочитал два доклада о жизни и творчестве художницы. Эти доклады имели большой успех.

## Благотворительность
Все, кто знал лично Е. С. Минаш, говорят о её исключительной доброте, личном обаянии и отзывчивости к чужому горю. Она многим помогала, и её картины всегда были украшением благотворительных базаров в пользу детского дома в Монжероне.
До самой своей смерти Е. Минаш поддерживала финансово Е. Браунову.

## Творческий путь
- Женя Минаш училась в Константинополе (1919) и Париже (1922), где и окончила школу прикладных искусств (Ecole des Arts Decoratives). После этого она работала над рисунками перил, дверей, ворот, разных железных и бронзовых деталей, применяемых в архитектуре.
- Живя в Чехословакии, Минаш детально ознакомилась с красочными национальными костюмами, и изучила этнографический материал в Моравской Словакии.
- Евгения Семеновна увлеченно писала картины на восточные темы, и, когда у неё их набралось около двадцати, она устроила в Париже выставку работ на персидские мотивы, прошедшую с большим успехом.
- В 1950 году она иллюстрировала две книги песен Билитис.

### «Рубаийат» Омара Хайяма
В 1957 году Женя Минаш иллюстрировала сочинение «Рубаийат» Омара Хайяма; для него она сделала большое количество эскизов, вспоминая при этом свои некоторые зарисовки, сделанные в Турции. В конце 1957 года издатель Марсел Любино выпустил книгу восемнадцатью иллюстрациями и одной заставкой тиражом в 550 экземпляров. Книга сразу стала библиографической редкостью.
В феврале 1958 года Национальная библиотека в Париже выставила в витрине книгу «Рубаийат» Омара Хайяма с иллюстрациями Жени Минаш, как лучшее оформленное издание из вышедших во Франции в 1957 году.
- Женя Минаш, много работавшая в стиле Петербургского модерна, посвятила свою работу проблеме монашества (к книге «Монахиня»).

### Особенности творчества
Главным образом, Е. С. Минаш писала водяными красками — гуашью, акварелью, так как они больше соответствовали её манере.
Художники-критики всегда отмечали тонкость её исполнения, изящество, выписанность деталей и редкий дар портретистики.
«Женя Минаш лишний раз вызывает наше восхищение изображением женских лиц, переданных с предельной обостренной чувствительностью, крайне утонченным рисунком…»
 — писал один из них.
Главная тема её творчества — прекрасное. Ни уродства, ни распада, но очарование совершенных линий, прелесть мягких красок, их радостная гармония, вызывающая ответную радость в душе зрителя. Она любила писать детей, стройных обнаженных женщин, выразительные женские портреты, цветы, плоды и листья, претворенные умелой стилизацией в прелестные узоры. Интересно, что её картины на выставках иногда похищали те, кто не мог их приобрести законным путём; кроме того, французские аристократы часто приглашали художницу в свои замки, чтобы писать портреты детей и юных девушек.

### Награды
- 1949 — награда Салона национального общества изобразительных искусств за лучший рисунок.
- 4 апреля 1956 — награда за заслуги в изобразительном искусстве (сообщение о нём опубликовано в официальном бюллетене французской Академии № 9 «Академическими пальмами»)
- 1957 — медаль Гран-При города Виши.
- 1963 — большой приз изящных искусств города Парижа.
- 1963 — офицер ордена Академических пальм за заслуги в области искусства.

Кроме того, Женя Минаш была награждена серебряной медалью города Парижа, орденом за заслуги, оказанные искусству живописи и другими знаками отличия.

### Выставки
- 1937 г., Прага и Пльзен — выставка рисунков костюмов. Чешские художники отнеслись скептически к использованию акварели и туши.
- 1942 г., Тулуза, Лион, По — персональные выставки.
- 1943 г., Тулуза и Лион, а затем Экс-ле Бен и Этьенн — персональные выставки.
- 1944—1946 гг., Лион — ежегодные персональные выставки; они проходили успешно, ибо в Лионе её хорошо знали
- 1949 г., галерея Алларда в Париже — большая персональная выставка работ Жени Минаш.
- 1952 г., май, Париж и Флоренция — большая выставка; организаторы: центр итальяно-французской дружбы и «группа художников за дружбу и красоту». На этой выставке были показаны несколько картин Жени Минаш и на проспекте этой выставки был отпечатан портрет её работы. Выставка имела большой успех.
- 1955 г., Брюссель — две персональные выставки прошли с успехом.
- 1956 г., Невер и Бурже — две персональные выставки.
- 1957 г., Париж — её работы экспонировались в четырёх салонах, и, кроме того, её пригласили выставить свои работы на выставке художников латиноамериканских стран, мотивируя это тем, что её творчество близко к художественному стилю данного региона.
- 1957 г., Амьен, Клермон-Ферран, Аньер — персональные выставки
- 1957 г., Виши — выставка французских художников.

### Приобретение картин государственными и частными коллекциями
- 1950 г. — французское министерство культуры приобрело несколько картин Жени Минаш.
- 1956 г. — парижский муниципалитет приобрёл картину художницы; французское правительство приобрело ещё одну из её картин с выставки «Независимых».
- 1957 г. — муниципалитет Парижа приобрёл ещё две картины Жени Минаш — натюрморт и головку девочки; французское правительство также приобрело её картину из выставленных в 1957 году в Салоне «Независимых».
- 9 октября 1972 г. — 35 картин Жени Минаш были распроданы с аукциона в зале Друо. (Сообщение Т. Величковской).

### Участие в организациях художников
- После 1922 г. художница стала членом Салона женщин-художниц
- В 1950 году она стала членом салона акварельного рисунка, утверждая, что «гуашь в сочетании с тушью создают наиболее лучшее настроение». Немногие выставки Салонов национального общества изобразительных искусств, «независимых» женщин-художниц и скульпторов обходились без картин Жени Минаш.